# 1406 هـ
1406 هـ هي سنة في التقويم الهجري امتدت مقابلةً في التقويم الميلادي بين سنتي 1985 و1986.

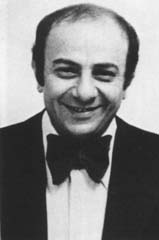
عاصي الرحباني

## أحداث
- أنشأت الهيئة الوطنية لحماية الحياة الفطرية وإنمائها

## مواليد
- عبد الله الصالح
- سالي القاضي
- محمد المصباحي
- مصطفى رعد العزاوي
- نورة حسين
- حسن الصبحان

## وفيات
- أحمد سعيد الكاظمي
- إبراهيم بن عبد العزيز الإبراهيم
- إسماعيل راجي الفاروقي
- عاصي الرحباني
- عبد الخالق طه الشعار
- عبد الرحمن رأفت الباشا
- عبد الفتاح إسماعيل الجوفي
- عبد القادر بركة
- عبد المحسن صالح
- علي بن أحمد بن منصور البركاتي
- ناجي زين الدين المصرف
- عمر التلمساني